# Андре Юнебель
Андре́ Юнебе́ль (фр. André Hunebelle, повне ім'я — Андре́ Анрі́ Юнебе́ль (фр. André Henri Hunebelle); 1 вересня 1896, Медон, О-де-Сен, Франція — 27 листопада 1985, Ніцца, Франція) — французький режисер пригодницького та комедійного кіно, сценарист, кінопродюсер.

## Біографія
Андер Юнебель народився 27 листопада 1896 року в Медоні (департамент О-де-Сен, Франція) в сім'ї інженера сільськогосподарської техніки Едуара Бенжаміна Юнебеля та Марі Терези Ґарамбуа. Після навчання в Політехнічній школі років він вибрав професію декоратора, дизайнера, а потім в середині 1920-х працював скляним майстром.
З 1946 року Андре Юнебель працював артдиректором, а потім продюсером на Production Artistique Cinématographique. У 1948 році дебютував як режисер у фільмі «Божевільна професія». У його наступній стрічці «Місія в Танжері» (1949) дебютував відомий французький сценарист та майстер діалогів Мішель Одіар, з яким Юнебель співпрацював на створенні ще кількох фільмів.
Після роботи над низкою комедійних фільмів Юнебель відмовляється від цього жанру і звертається до «фільмів плаща і шпаги», знявши у 1959 році стрічку «Горбань» за романом Поля Феваля «Горбань, або Маленький Парижанин» з Бурвілем і Жаном Маре в головних ролях.
Вважається, що саме Юнебель зробив Луї де Фюнеса відомим, запросивши його на головну роль у фільмі «Таксі, причіп і корида» (1958).
У 1960-х роках Андре Юнебель зняв знамениту трилогію про пригоди Фантомаса з Жаном Маре та Луї де Фюнесом у головних ролях.
Більшість діалогів фільмів Юнебеля написані його сином Жаном Аланом (Жан-Марі Юнебель, 1920—2000), який згодом став сценаристам Луї де Фюнеса. Його дочка Анна-Марі, яка нетривалий час була акторкою, була одружена з Жаном Маріоном, композитором кількох фільмів Юнебеля.
Андре Юнебель помер 27 листопада 1985 в Ніцці у віці 89 років.

## Фільмографія
| Рік  |     | Назва українською                          | Оригінальна назва                              | Режисер | Сценарист | Продюсер |
| ---- | --- | ------------------------------------------ | ---------------------------------------------- | ------- | --------- | -------- |
| 1942 |     | Священний вогонь                           | Feu sacré                                      |         |           | Так      |
| 1944 |     | Божевільна Флоранс                         | Florence est folle                             |         |           | Так      |
| 1946 |     | Урок водіння                               | Leçon de conduite                              |         |           | Так      |
| 1946 |     | Зустріч в Парижі                           | Rendez-vous à Paris                            |         |           | Так      |
| 1948 |     | Божевільна професія                        | Métier de fous                                 | Так     |           | Так      |
| 1949 |     | Місія в Танжері                            | Mission à Tanger                               | Так     |           | Так      |
| 1949 |     | Мільйонери на один день                    | Millionnaires d'un jour                        | Так     |           | Так      |
| 1950 |     | Остерігайтеся блондинок                    | Méfiez-vous des blondes                        | Так     |           | Так      |
| 1951 |     | Моя дружина прекрасна                      | Ma femme est formidable                        | Так     |           | Так      |
| 1952 |     | Різанина по-жіночому                       | Massacre en dentelles                          | Так     |           | Так      |
| 1952 |     | Пан Таксі                                  | Monsieur Taxi                                  | Так     |           | Так      |
| 1952 |     | Мій чоловік приголомшливий                 | Mon mari est merveilleux                       | Так     |           | Так      |
| 1953 |     | Три мушкетери                              | Les 3 Mousquetaires                            | Так     |           | Так      |
| 1953 |     | Набережна блондинок                        | Quai des blondes                               |         |           | Так      |
| 1954 |     | Кадет Руссель                              | Cadet Rousselle                                | Так     |           | Так      |
| 1954 |     | Чорна серія                                | Série noire                                    |         |           | Так      |
| 1955 |     | Нестерпний пан Базіка                      | L'impossible Monsieur Pipelet                  | Так     |           | Так      |
| 1955 |     | Тринадцять за столом                       | Treize à table                                 | Так     |           |          |
| 1956 |     | Спогади поліцейського                      | Mémoires d'un flic                             | Так     |           | Так      |
| 1956 |     | Паризькі манекенниці                       | Mannequins de Paris                            | Так     | Так       |          |
| 1957 |     | Гімназистки                                | Les collégiennes                               | Так     |           |          |
| 1957 |     | Кабаре «Казино де Парі»                    | Casino de Paris                                | Так     | Так       |          |
| 1958 |     | Жінки смішні                               | Les femmes sont marrantes…                     | Так     |           | Так      |
| 1958 |     | Таксі, причіп і корида                     | Taxi, roulotte et corrida                      | Так     | Так       | Так      |
| 1958 |     | Ідіть за мною, молода людино               | Suivez-moi jeune homme                         |         |           | Так      |
| 1959 |     | Зупиніть різанину                          | Arrêtez le massacre                            | Так     |           | Так      |
| 1959 |     | Горбань                                    | Le bossu                                       | Так     | Так       |          |
| 1960 |     | Капітан                                    | Le capitan                                     | Так     | Так       |          |
| 1961 |     | Диво вовків (Таємниця Бургундського двору) | Le miracle des loups                           | Так     | Так       |          |
| 1962 |     | Паризькі таємниці                          | Les mystères de Paris                          | Так     |           |          |
| 1963 |     | Агент 117 розбушувався                     | OSS 117 se déchaîne                            | Так     | Так       |          |
| 1963 |     | Не довіряйте, дами!                        | Méfiez-vous, mesdames!                         | Так     |           |          |
| 1964 |     | Банк у Бангкоку                            | Banco à Bangkok pour OSS 117                   | Так     | Так       |          |
| 1964 |     | Фантомас                                   | Fantômas                                       | Так     |           |          |
| 1965 |     | Лють у Байя для агента ОСС 117             | Furia à Bahia pour OSS 117                     | Так     | Так       |          |
| 1965 |     | Фантомас розлютився                        | Fantômas se déchaîne                           | Так     |           |          |
| 1966 |     | Фантомас проти Скотланд-Ярда               | Fantômas contre Scotland Yard                  | Так     |           |          |
| 1966 |     | Старий і хлопчик                           | Le vieil homme et l'enfant                     |         |           | Так      |
| 1968 |     | Троянд для ОСС-117 не буде                 | Niente rose per OSS 117                        | Так     |           | Так      |
| 1968 |     | Під знаком Монте-Крісто                    | Sous le signe de Monte-Cristo                  | Так     | Так       | Так      |
| 1972 | т/с | Жозеф Бальзамо                             | Joseph Balsamo                                 | Так     |           |          |
| 1973 |     | Чотири мушкетери Шарло                     | Les quatre Charlots mousquetaires              | Так     |           |          |
| 1974 |     | Четверо проти кардинала                    | Les Charlots en folie: À nous quatre Cardinal! | Так     |           |          |
| 1978 |     | Це нахил                                   | Ça fait tilt                                   | Так     |           |          |